# Иртюбякский сельсовет
Иртюбякский сельсовет — муниципальное образование в Кугарчинском районе Башкортостана.
Административный центр — деревня Семёно-Петровское.

## История
Согласно Закону о границах, статусе и административных центрах муниципальных образований в Республике Башкортостан имеет статус сельского поселения.

## Население
| 2002 | 2009 | 2010 | 2012 | 2013 | 2014 | 2015 |
| ---- | ---- | ---- | ---- | ---- | ---- | ---- |
| 851  | ↘800 | ↘744 | ↘716 | ↘690 | ↘683 | ↘632 |
| 2016 | 2017 | 2018 |      |      |      |      |
| ↘614 | ↘606 | ↘583 |      |      |      |      |

## Состав сельского поселения
| № | Населённый пункт  | Тип населённого пункта       | Население |
| - | ----------------- | ---------------------------- | --------- |
| 1 | Семёно-Петровское | село, административный центр | ↗348      |
| 2 | Ялчино            | деревня                      | ↘161      |
| 3 | Тюлебаево         | деревня                      | ↘159      |
| 4 | Гавриловка        | деревня                      | ↘76       |